# Comté de Corangamite
Le comté de Corangamite est une zone d'administration locale située dans le sud-ouest de l'État du Victoria en Australie.
Il résulte de la fusion en 1995 de la ville de Camperdown, des comtés d'Hampden, d'Heytesbury, et partiellement des comtés d'Otway, de Mortlake et de Warrnambool.
Le comté comprend les villes de Camperdown, Terang, Cobden, Timboon, Port Campbell et Skipton.